# UTC−12:00
UTC−12 — самый западный часовой пояс. Располагается между 180° и 172°30′ западной долготы. Этот часовой пояс — последний, в котором начинаются новые сутки. Разница во времени с самым восточным часовым поясом UTC+14 составляет 26 часов (к примеру, когда в этом поясе 23:00 субботы, в поясе UTC+14 уже 01:00 понедельника).
В данном часовом поясе нет каких-либо обитаемых территорий, поэтому его используют только корабли. В этом поясе находятся также принадлежащие США необитаемые острова Бейкер и Хауленд.

## Круглый год
- Остров Бейкер (США)
- Остров Хауленд (США)